# Vilaque Pampajasi
Vilaque Pampajasi (auch: Vilaque Pampahasi) ist eine Streusiedlung im Departamento La Paz im südamerikanischen Anden-Staat Bolivien.

## Lage im Nahraum
Vilaque Pampajasi ist der zweitbevölkerungsreichste Ort im Kanton Villa Vilaque im Municipio Pucarani in der Provinz Los Andes. Das Zentrum des Ortes liegt in einer Höhe von 4045 m am Zusammenfluss der beiden Gebirgsbäche Río Sorechata und Río Pampasi, wenige Kilometer nordwestlich der Außenbezirke von La Paz.

## Geographie
Vilaque Pampajasi liegt am Rand der bolivianischen Hochebene zwischen den Anden-Gebirgsketten der Cordillera Occidental im Westen und der Cordillera Central im Osten. Die Region weist ein ausgeprägtes Tageszeitenklima auf, bei dem die Temperaturschwankungen im Tagesverlauf deutlicher ausfallen als im Jahresverlauf.
Die mittlere Jahrestemperatur der Region liegt bei 8,8 °C (siehe Klimadiagramm Batallas), die Monatsdurchschnittstemperaturen schwanken nur unwesentlich zwischen 6 °C im Juli und 10 °C im November/Dezember. Der Jahresniederschlag beträgt knapp 600 mm, die Monatsniederschläge liegen zwischen unter 20 mm von Mai bis August und zwischen 100 und 120 mm von Dezember bis Februar.

## Verkehrsnetz
Vilaque Pampajasi liegt in einer Entfernung von 34 Straßenkilometern nordwestlich von La Paz, der Hauptstadt des gleichnamigen Departamentos.
Von La Paz führt die Nationalstraße Ruta 2 über El Alto in nordwestlicher Richtung bis Villa Vilaque und von dort weiter über Batallas und Huarina nach Copacabana am Titicaca-See. Anderthalb Kilometer vor Vilaque, vor der Überquerung des Río Vilaque, zweigt eine unbefestigte Landstraße in nordöstlicher Richtung von der Nationalstraße ab, folgt dem Río Vilaque flussaufwärts und erreicht nach fünf Kilometern das Zentrum von Vilaque Pampajasi.

## Bevölkerung
Die Einwohnerzahl der Ortschaft ist in den vergangenen beiden Jahrzehnten deutlich angestiegen:
| Jahr | Einwohner         | Quelle       |
| ---- | ----------------- | ------------ |
| 1992 | keine Detaildaten | Volkszählung |
| 2001 | 435               | Volkszählung |
| 2012 | 777               | Volkszählung |
| 2024 |                   | Volkszählung |

Die Region weist einen hohen Anteil an Aymara-Bevölkerung auf, im Municipio Pucarani sprechen 96,7 Prozent der Bevölkerung Aymara.